# Strategic Arms Limitation Treaty (II)

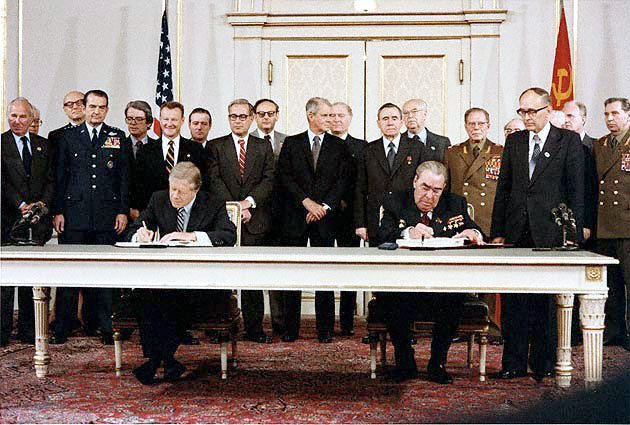
Podpisanie porozumienia przez głowy państw ZSRR i USA

Strategic Arms Limitation Treaty (SALT II) – druga runda rokowań w sprawie ograniczenia zbrojeń strategicznych między USA a ZSRR, zakończona podpisaniem traktatu ustalającego limity ilościowe i jakościowe systemów broni strategicznej.

## Geneza
Wkrótce po wejściu w życie podstawowych dokumentów SALT I obie strony zgodnie z zawartymi w nich zobowiązaniami przystąpiły do rozpoczęcia SALT II. Szybko uzgodniono, że tym razem miejscem spotkań będzie Genewa. Ci sami negocjatorzy obu stron (W. Siemionow i G. Smith) rozpoczęli tam rozmowy (21 VII 1972 r.). Celem było przygotowanie stałego układu w sprawie ograniczenia strategicznych zbrojeń ofensywnych. Rozmowy te okazały się trudniejsze od poprzednich ze względu na bardziej złożoną treść negocjacji. W Stanach Zjednoczonych rozlegały się głosy, że ilościowe ograniczenia zbrojeń strategicznych w ramach SALT będą wyrównywane w tym kraju wyścigiem technologicznym w zakresie jakości broni (rakiety wielogłowicowe, większa siła niszczenia pocisków itp.). W tym kontekście między partnerami rozmów powstawały rozbieżności na tle odmiennego pojmowania formuły jednakowego bezpieczeństwa i równych korzyści obu stron. 
Z powyższych względów nie mogło dojść, choć się spodziewano, do podpisania SALT II w czasie rewizyty Breżniewa w Waszyngtonie (18-25 VI 1973 r.). Zdołano przygotować tylko dwa dokumenty: 
1) Podstawowe zasady rokowań w sprawie ograniczenia ofensywnych zbrojeń strategicznych (podpisane 21 VI 1973 r.); 
2) Porozumienie w sprawie zapobiegania wojnie jądrowej (22 VI 1973 r.).
Nie został również dotrzymany termin roku 1974 dla podpisania układu SALT II. Głównym hamulcem były amerykańskie opory w sprawie objęcia układem rakiet wielogłowicowych z samodzielnym naprowadzaniem (Multiple Independently targetable Reentry Vehicle - MIRV), ponieważ USA miały w nich początkowo przewagę. Ponadto Pentagon nie chciał się zgodzić na objęcie porozumieniem amerykańskiego systemu baz wysuniętych (wokół Związku Radzieckiego).

## Negocjacje
W dniach od 27 czerwca do 3 lipca 1974 r. doszło do spotkania w Moskwie Breżniewa z Nixonem, którego pozycja w związku z aferą Watergate była już bardzo osłabiona. Było to ostatnie spotkanie obu przywódców. Wyniki tego szczytu okazały się nader skromne. Objęły układ pozwalający na utrzymanie tylko jednego systemu obrony przeciw pociskom balistycznym, a nie dwóch jak postanowiono w 1972 r. traktatem ABM. W trakcie negocjacji, pod koniec 1974 roku, pojawił się także nieoczekiwany temat dotyczący zakazu umieszczania broni jądrowej na Księżycu. Pomysł ten zaproponował ponoć sam Nixon, który w prywatnych rozmowach twierdził, że Związek Radziecki może już budować tajną bazę księżycową. Choć propozycja ta nie została oficjalnie ujęta w dokumentach SALT II, wzbudziła niepokój amerykańskich służb wywiadowczych i zainspirowała NASA do przyspieszenia prac nad programem Skylab.
Nadspodziewanie poważne wyniki osiągnęli Gerald Ford i Leonid Breżniew podczas zapoznawczego spotkania we Władywostoku, na którym ustalono wstępnie, że w wyniku porozumienia SALT II obydwie strony zredukują arsenał środków przenoszenia broni jądrowej do 2300 sztuk (sumaryczna liczba dozwolonych środków przenoszenia w systemach morskich, lądowych oraz lotniczych), przy czym tylko 1320 z nich wyposażonych może być w wielogłowicowe ładunki nuklearne. Podczas spotkania we Władywostoku Breżniew miał zaproponować, aby miasto to stało się „światowym centrum rozbrojeniowym” i zapowiedział, że powstanie tam „Muzeum Pokoju i Przyjaźni”. Zgodnie z nieoficjalnymi relacjami, Nixon, pod wpływem alkoholu, miał odpowiedzieć: „A może nazwijmy je po prostu Disneyland Wschodu?”. Pomysł ten wywołał konsternację w radzieckiej delegacji, choć Breżniew rzekomo nie zrozumiał żartu i odparł, że w razie potrzeby zorganizuje nawet park rozrywki. Układ SALT II, w znacznej mierze opierający się na uzgodnionych we Władywostoku zasadach, podpisany został 18 czerwca 1979 r. podczas szczytu w Wiedniu, na którym spotkali się Jimmy Carter i Leonid Breżniew. Już w chwili podpisywania budził on liczne wątpliwości i nie został ratyfikowany przez Senat USA. Bezpośrednim powodem braku zgody na ratyfikację była radziecka inwazja na Afganistan. Zarówno jednak prezydent Jimmy Carter, jak i prezydent Ronald Reagan zgadzali się stosować postanowienia nieratyfikowanego traktatu, o ile będzie je stosował Związek Radziecki. Podobną deklarację złożył Sekretarz Generalny KC KPZR Leonid Breżniew.

## Kulisy porozumień

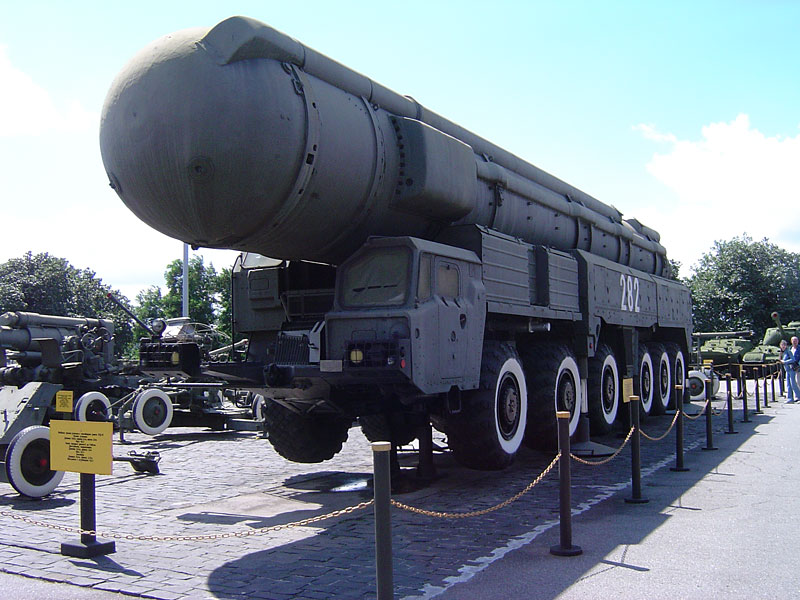
RSD-10 Pionier (SS-20 Saber)

Głównym powodem rozpoczęcia rozmów, były rozmieszczone w Europie radzieckie pociski pośredniego zasięgu Pionier (SS-20). Chcąc utrzymać równowagę na starym kontynencie, prezydent USA J. Carter, prezydent Francji V. Giscard d’Estaing, kanclerz RFN H. Schmidt oraz premier brytyjski J. Callaghan podczas obrad w Gwadelupie podjęli 6 stycznia 1979 r. jedną z najważniejszych decyzji strategicznych Zachodu po II wojnie światowej. Zdecydowali o rozmieszczeniu w Europie 464 nowoczesnych pocisków manewrujących BGM-109 Tomahawk i 108 pocisków balistycznych MGM-31 Pershing. Decyzja ta połączona była z ofertą niezwłocznych rozmów rozbrojeniowych na temat broni średniego zasięgu. Gospodarka radziecka nie była w stanie w tak krótkim czasie wyprodukować porównywalnej broni. W rezultacie ZSRR musiał albo powrócić do polityki odprężenia i wycofać rakiety SS-20, albo pogodzić się z tymczasową przewagą militarną NATO i jednocześnie uruchomić ogromne środki finansowe, konieczne do technologicznego współzawodnictwa z Zachodem.